# Centrophasma adaequatum
Centrophasma adaequatum är en insektsart som först beskrevs av Ludwig Redtenbacher 1908.  Centrophasma adaequatum ingår i släktet Centrophasma och familjen Diapheromeridae. Inga underarter finns listade i Catalogue of Life.